# Oleggio
Oleggio (Vlésc in dialetto oleggese, Vlesg in lombardo, Olegg in piemontese) è un comune italiano di 14 195 abitanti della provincia di Novara in Piemonte.
Quinto comune della provincia per numero di abitanti, si trova 14 km a nord di Novara, circa a metà strada tra la città e il lago Maggiore. Si trova inoltre a 10 km dall'aeroporto di Milano-Malpensa.

## Origini del nome
Le ipotesi sull'origine del nome Oleggio sono varie. Secondo lo storico Antonio Rusconi, Oleggio deriverebbe da Olesin che significa "collina sul Ticino" (ol = collina, esin = il fiume). Altri ipotizzano che il nome derivi da V Legio (in latino Quinta Legione), che nel dialetto sarebbe diventato Vlegio e poi Oleggio. Studi recenti indicano come origine la parola ulivetum ("oliveto"): nella zona infatti all'epoca erano presenti molti ulivi. Si tratta tuttavia di ipotesi che non hanno ancora trovato alcuna prova definitiva.
Il secondo nome con cui la città è talvolta indicata, Scarulfo, viene da alcuni fatto risalire al fatto che la città fu sede, in età longobarda, di uno scario (un funzionario reale), anche se molto probabilmente deriva dal nome proprio di un duca longobardo.

## Storia

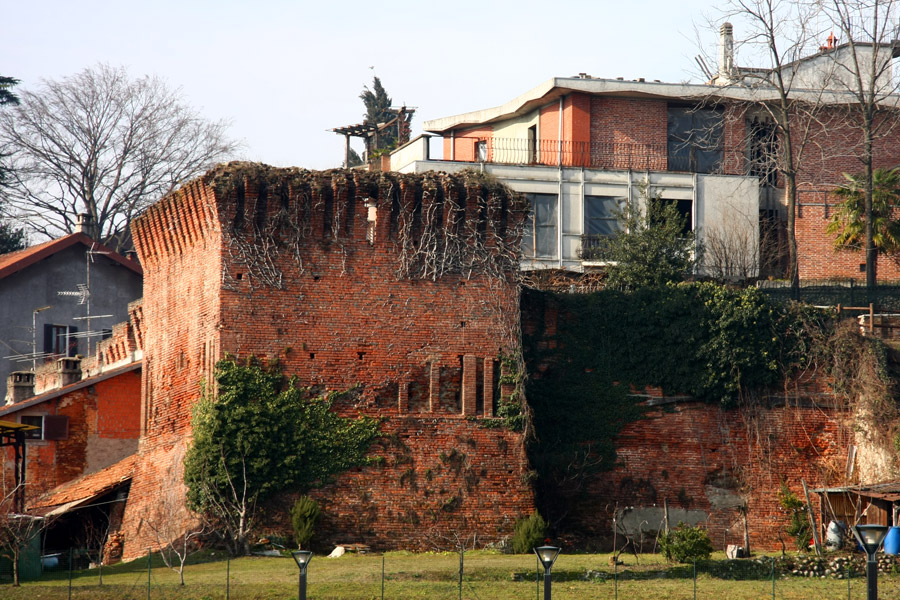
Resti delle fortificazioni medioevali

Dopo essere stato territorio abitato da tribù di origine ligure e poi celtica, Oleggio fu parte della Gallia Transpadana. La forma della città deriva dalla limitatio romana, con la particolarità che il reticolo di base è inclinato per rendere il cardo parallelo al corso del fiume Ticino e adattarsi meglio alle caratteristiche del territorio. In epoca romana da Oleggio passava la via Novaria-Comum, strada romana che metteva in comunicazione i municipia di Novaria (Novara) e Comum (Como) passando per Sibrium (Castel Seprio).
Dopo il periodo di presenza romano, attestato da vari ritrovamenti archeologici, seguì una dominazione longobarda (anch'essa testimoniata da ritrovamenti archeologici). Al periodo delle razzie di Ungari e Saraceni nell'Italia settentrionale si fa risalire la costruzione in Oleggio di un castello la cui presenza è menzionata in un documento dell'aprile del 982, conservato a Novara e che recita: «in loco et fundo Olegio pecia terre prope vico et vinea nominantur subtus monte et prope castro».
Dopo essere stata parte del Sacro Romano Impero, la città conobbe la dominazione dei Conti di Biandrate e quindi quella di Novara. Durante il XIII secolo a Oleggio venne conferita la dignità di burgum e secondo gli Statuti del 1272 la città, dotata di mura, doveva tenere continuamente aggiornati i confini della propria giurisdizione. Nel 1301 Oleggio fu occupata per conto di Galeazzo Visconti e in questo periodo furono costruite le mura viscontee, che seguivano il tracciato dell'antico vallo romano. Dopo la dominazione viscontea, la città si affrancò da Novara e divenne comune autonomo, pur nella sfera del dominio degli Sforza.
Già alla metà del XV secolo Oleggio era ritenuto il “borgo più popoloso e ricco del medio novarese”; dal 1456 venne infeudato e dal 1477 venne assegnato al conte Giovanni Attendolo Bolognino, castellano della rocca di Pavia. La sua famiglia mantenne tale potere fino all'Ottocento, mentre al comune rimanevano la proprietà del porto sul Ticino e i diritti di mercato.
Le complesse vicende internazionali del Quattrocento e del Cinquecento toccarono direttamente Oleggio quando nel 1513 gli Svizzeri si accamparono in città per andare a combattere l'esercito francese in località Ariotta. Dal 1527 il Ducato di Milano fu occupato dagli Spagnoli e con esso il Novarese. Durante la presenza spagnola Oleggio subì continui prelievi fiscali, imposti sia alla città sia al contado che essa amministrava.
Durante la guerra dei trent'anni e la cosiddetta “Seconda guerra per il Monferrato”, ovvero la contesa per la successione del Ducato di Mantova e del Monferrato che si svolse tra 1627 e 1631, il territorio di Oleggio e il novarese in generale furono un importante obiettivo strategico in quanto rappresentavano significativi punti di passaggio per i valichi alpini. Per questo Oleggio fu una delle zone di maggiore asprezza del conflitto.
Nonostante le continue incursioni di truppe sabaude,  la città vide un rilevante sviluppo frutto della felice posizione geografica (snodo del traffico di merci da e per Milano grazie al suo porto permanente sul Ticino) e allo svolgersi del mercato del lunedì, che attirava compratori anche da zone lontane ed era fondamentale punto di incontro commerciale, soprattutto nel campo del bestiame. Contribuirono inoltre la presenza di un gran numero di mulini, le vaste aree boschive e l'efficace sistema di irrigazione.
In seguito agli accordi del trattato di Aquisgrana Novara e il suo contado, ivi compreso Oleggio, passarono ai Savoia.
Durante la campagna francese d’Italia del 1796 Napoleone Bonaparte passò con il suo esercito in città.
Quando egli raggiunse la piazza si accorse che, a causa dei portici del lato est che arrivavano fino alla fine dell’attuale corso Matteotti, il suo carro non riusciva a passare; quindi li fece togliere tranne nella piazza, ancora oggi presenti e nei giorni dei lavori soggiornò a Palazzo Bellini.
La nascita della Repubblica Cisalpina vide la creazione del Dipartimento dell'Agogna: dei diciannove distretti che lo componevano, quello di Novara comprendeva anche Oleggio. Con la Restaurazione, nel 1814, il Novarese e Oleggio tornarono ai Savoia.
Nel 1858 circa fu inaugurato il tratto ferroviario che congiungeva Novara ad Arona, passando per Oleggio: questo segnò positivamente lo sviluppo della città e facilitò ulteriormente gli scambi commerciali.

### Simboli
Lo stemma e il gonfalone del comune di Oleggio sono stati concessi con decreto del presidente della Repubblica dell'8 aprile 1964.
Il gonfalone è un drappo partito di bianco e di rosso.
La bandiera comunale, concessa con D.P.R. del 28 marzo 2013, è un drappo partito di bianco e di rosso, caricato dello stemma civico attraversante; sopra la corona la scritta recante la denominazione della Città.

## Monumenti e luoghi d'interesse

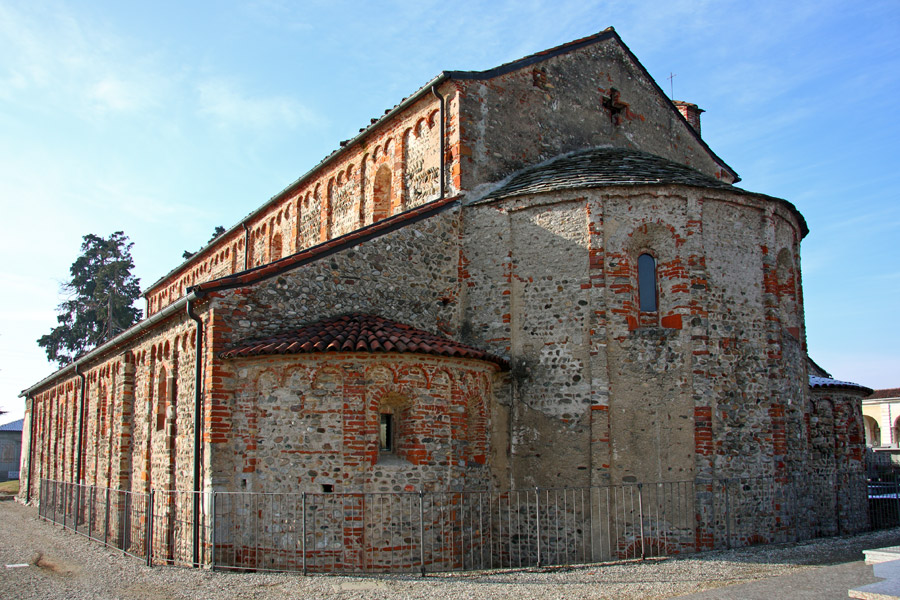
Abside della Pieve di San Michele

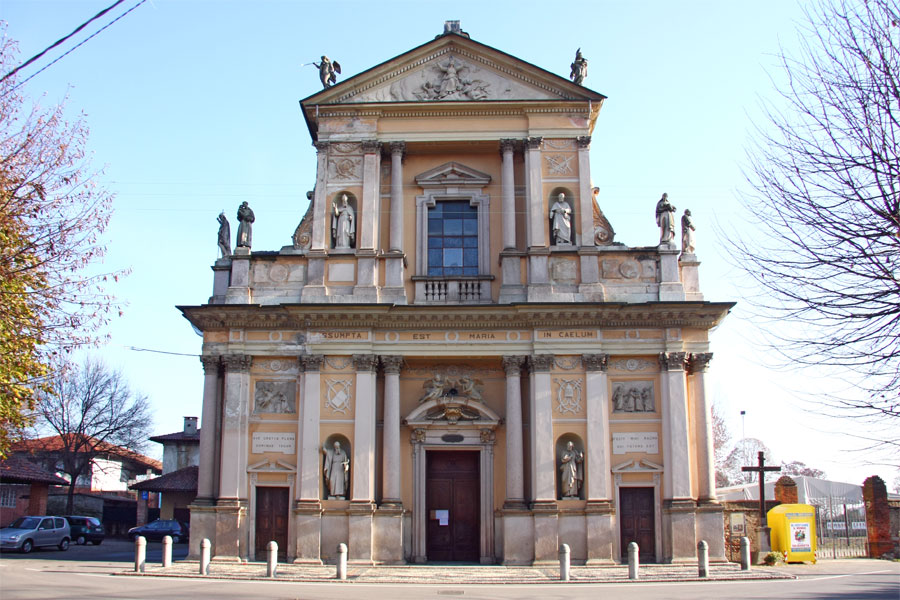
Santuario di Loreto

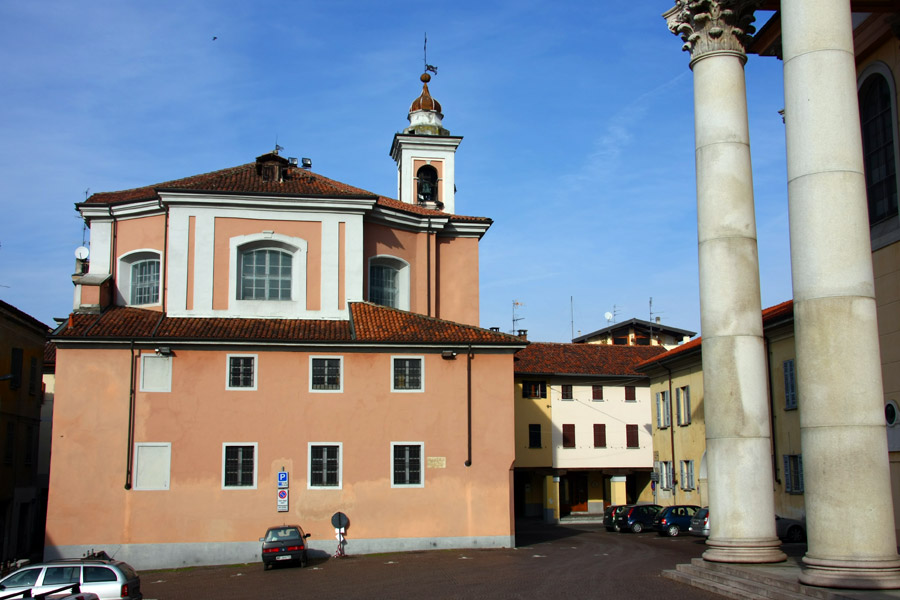
Chiesa di Santa Maria Annunciata

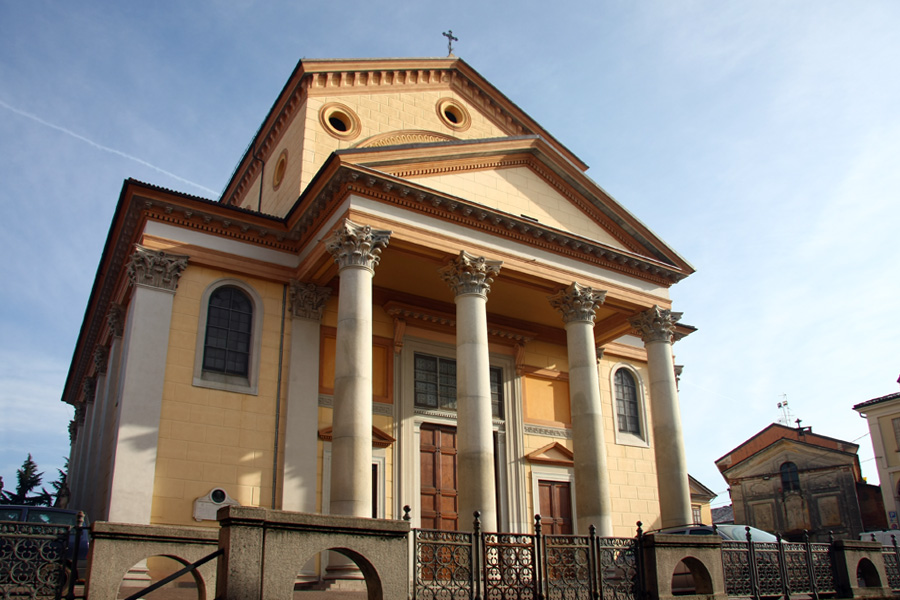
Facciata della chiesa parrocchiale

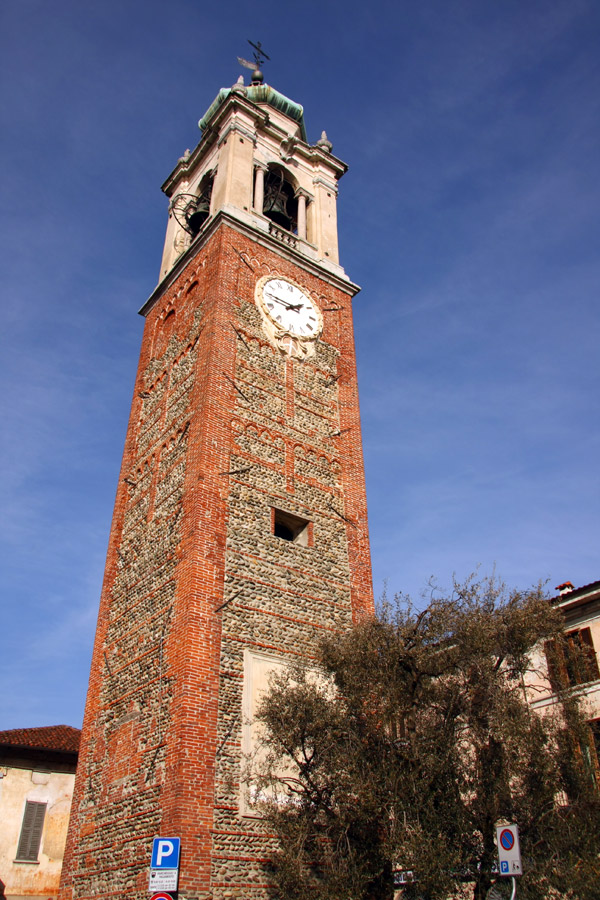
La torre campanaria

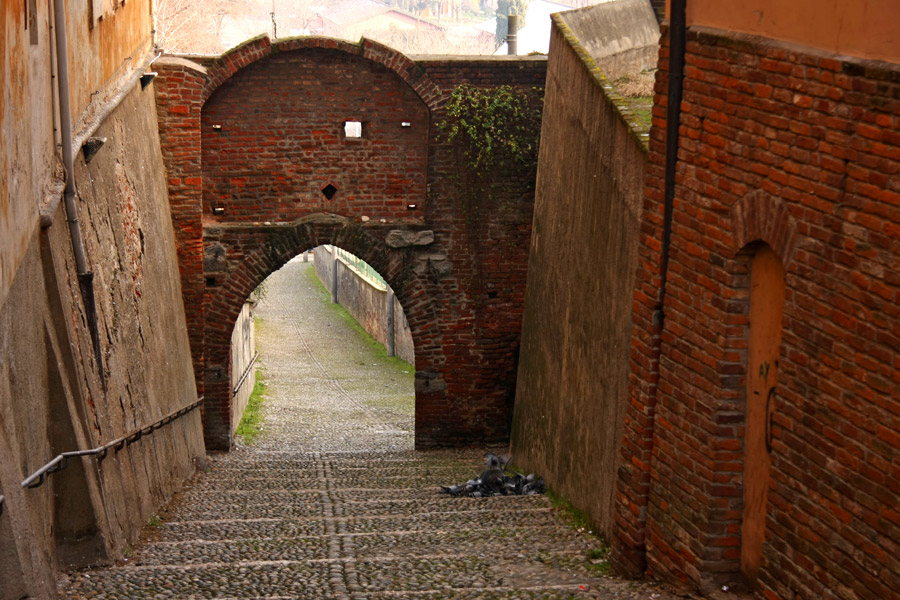
Porta Mazzeri

### Architetture religiose
- Chiesa di San Michele: già citata nel 973, nel 1133 assunse dignità di chiesa pievana e nel 1347 è ricordata come chiesa parrocchiale, finché nel XVI secolo venne abbandonata in favore della Chiesa dei Santi Pietro e Paolo. Si trova all'interno del cimitero comunale. È un edificio in stile romanico a tre navate, quella centrale di dimensioni maggiori, terminanti con tre absidi semicircolari. La facciata è a salienti, scandita da lesene e rivolta ad ovest. Il presbiterio è sopraelevato di nove gradini e sotto di esso si trova la cripta che si presenta a tre navate, ciascuna con quattro piccole campate. Di grande pregio sono i cicli pittorici presenti nell'interno, in particolare sulla controfacciata e l'abside, tra i pochi esempi di pittura romanica tuttora esistenti nel nord Italia.
- Chiesa dei Santi Apostoli Pietro e Paolo: progettata in stile neoclassico da Alessandro Antonelli e costruita tra il 1853 e il 1858 sulla precedente chiesa del XVI secolo, si trova nel punto più elevato dell'abitato, a ridosso del pendio collinare orientale. L'edificio è a pianta basilicale, con tre navate concluse da grandi absidi semicircolari. L'ingresso è preceduto da un grandioso pronao con quattro colonne munite di capitelli corinzi. All'interno si segnala la tela sovrastante il battistero, raffigurante l'Immacolata Concezione, opera del pittore lombardo Pier Francesco Mazzucchelli, detto "il Morazzone", e la pala d'altare del pittore Bernardino Lanino, raffigurante la Madonna col Bambino fra i Santi Giovanni Battista e Giovanni Evangelista, situata su un altare della navata meridionale.
- Santuario della Beata Vergine Assunta di Loreto: eretto tra XVI e XVII secolo a seguito di un evento miracoloso avvenuto nel 1550. Qui sorgeva una cappella, inglobata poi nella chiesa, su cui era affrescata l'immagine della Madonna di Loreto per merito della quale un uomo muto avrebbe riacquistato la parola. L'affresco funge oggi da pala dell'altare maggiore del santuario.
- Chiesa di Santa Maria Annunciata: risalente al 1660, sorge vicino alla chiesa parrocchiale ed è sede della Confraternita dell'Annunciata. Fu eretta dove sorgeva l'antica chiesa di Santa Maria del Castello, situata all'interno nel recinto incastellato del borgo (l'affresco trecentesco, detto di "Santa Maria del castello", con rilievi e fondi d'oro che fungeva da pala d'altare dell'antica chiesa è oggi conservato presso il Museo religioso). All'interno sono presenti cinque altari, il maggiore dei quali decorato con una pala attribuita al pittore seicentesco Carlo Francesco Nuvolone che raffigura l'"Annunciazione a Maria". La chiesa era dotata di un'abside che venne demolita nel XVIII secolo durante la costruzione della nuova parrocchiale.
- Oratorio di Santa Maria in Galnago: sorge a circa un chilometro a nord del paese, in località Galnago. La piccola chiesa è a navata unica terminante con un'abside semicircolare: la zona absidale è la più antica e risale alla seconda metà del XIII secolo, mentre il resto dell'edificio è frutto di un rimaneggiamento eseguito nei secoli XIV e XV; all'interno le pareti sono decorate da un ciclo di affreschi risalenti ai secoli XV e XVI.

La città conserva altri numerosi oratori tra i quali:
- I seicenteschi oratori di Santa Croce e del SS. Nome di Gesù, situati sul piazzale della parrocchiale, sedi delle omonime confraternite fino agli anni settanta del Novecento.
- L'oratorio della natività di Santa Maria in Gaggiolo, situato presso l'omonima frazione, è una costruzione di epoca romanica con interessanti affreschi all'interno.
- Gli oratori di San Donato e di San Cristoforo, nel territorio del Parco del Ticino.
- L'oratorio di Sant'Eusebio, facente parte della Parrocchia di Loreto. Si presume che l'Oratorio, come lo vediamo oggi, risalga al XVI secolo. Una cappella dedicata a Sant'Eusebio è citata nel 1061 (C. Salsotto 1937, atto 228), nelle Consignationes è annoverata come chiesa di Galnago, con la chiesa di S. Maria e quella di S. Vitale.

### Architetture civili
- Palazzo Bellini: edificio in stile neoclassico risultato di un intervento di ristrutturazione compiuto da Stefano Ignazio Melchioni alla fine del XVIII secolo. Si trova sul lato meridionale di Piazza Martiri. Conserva pregevoli decorazioni a stucco e dipinti realizzati tra il XVIII e il XIX secolo.
- Campanile di Piazza o Torre dei Bagliotti: era anticamente parte del Castello Bagliotti, esistente durante il dominio visconteo. Alta 45 metri fu innalzata in epoche diverse: la base, costruita con ciottoli disposti a spina di pesce, era forse parte di una torre di avvistamento romana; il corpo centrale è in stile romanico, riconoscibile da un triplice ordine di archetti pensili; la cella campanaria, infine, è realizzata in granito e risale al 1840.
- Ponte di Oleggio: costruito in ferro tra il 1887 e il 1889, supera il Ticino.

### Architetture militari
- La cerchia muraria del borgo: risalente alla seconda metà del XV secolo ed è il frutto di un'opera di fortificazione del borgo di Oleggio eseguita al tempo degli Sforza[11]. Attorno alle mura si trovava un ampio fossato, di cui rimane parziale traccia nella cosiddetta Guandra.
 Nella cerchia muraria si aprivano sei porte: Porta Pozzolo verso sud, Porta Compietra verso sud-ovest, Porta Sempione verso nord-ovest, Porta Nuova, detta anche Portetta, verso nord, Porta Mazzeri verso sud-est. Solo le porte Pozzolo e Mazzeri si sono conservate fino a oggi.

## Società

### Evoluzione demografica
Negli ultimi cinquanta anni, a partire dal 1971, la popolazione residente è aumentata del 40% .
Abitanti censiti

## Cultura

### Istruzione

#### Biblioteche
- Biblioteca civica "Julitta"[13]

#### Musei
- Museo civico archeologico etnografico Carlo Giacomo Fanchini
- Museo delle Botti
- Museo d'arte religiosa "Padre Augusto Mozzetti"

### Teatro
- Teatro Civico di Oleggio

### Eventi
- Corsa della Torta: in primavera, spesso accompagnata dal corteo storico in costume per le vie del centro storico e dalle corse dei ragazzi, delle ragazze e del Palio degli adulti.

## Economia
È un comune principalmente agricolo dedito alla produzione di mais e cereali oltre che di vino: è infatti incluso nel territorio della DOC Colline Novaresi. Risulta importante anche il settore dell'allevamento bovino e la conseguente produzione di latte, per la quale contribuisce al 24% di tutta la produzione provinciale, tanto da farle conferire il 30 aprile 2010 il titolo di "Città del latte".
In città ha sede un punto vendita della Cantina sociale cooperativa intercomunale di Oleggio, testimone dell'attività nel settore vitivinicolo.

## Amministrazione
Di seguito è presentata una tabella relativa alle amministrazioni che si sono succedute in questo comune.
| Periodo          | Periodo          | Primo cittadino   | Partito                                      | Carica              | Note   |
| ---------------- | ---------------- | ----------------- | -------------------------------------------- | ------------------- | ------ |
| 1º agosto 1985   | 19 luglio 1990   | Roberto Negri     | Democrazia Cristiana                         | Sindaco             | [ 15 ] |
| 19 luglio 1990   | 24 aprile 1995   | Ezio Vandone      | Democrazia Cristiana                         | Sindaco             | [ 15 ] |
| 24 aprile 1995   | 14 giugno 1999   | Paolo Colombo     | centro-sinistra                              | Sindaco             | [ 15 ] |
| 14 giugno 1999   | 25 febbraio 2003 | Sergio Nifantani  | centro-destra                                | Sindaco             | [ 15 ] |
| 25 febbraio 2003 | 14 giugno 2004   | Mariano Savastano |                                              | Comm. straordinario | [ 15 ] |
| 14 giugno 2004   | 8 giugno 2009    | Elena Ferrara     | lista civica Per Oleggio (centro-sinistra)   | Sindaco             | [ 15 ] |
| 8 giugno 2009    | 26 maggio 2014   | Massimo Marcassa  | lista civica Oleggio insieme (centro-destra) | Sindaco             | [ 15 ] |
| 26 maggio 2014   | 27 maggio 2019   | Massimo Marcassa  | lista civica Oleggio insieme (centro-destra) | Sindaco             | [ 15 ] |
| 27 maggio 2019   | 10 giugno 2024   | Andrea Baldassini | lista civica Oleggio insieme (centro-destra) | Sindaco             | [ 15 ] |
| 10 giugno 2024   | In carica        | Andrea Baldassini | lista civica Oleggio insieme (centro-destra) | Sindaco             | [ 15 ] |

## Sport
La squadra di calcio cittadina è l'A.S.D. Oleggio sportiva.
La squadra Oleggio Magic Basket, fondata nel 1973, milita in serie B.